# 艾達·阿洛尤
艾達·阿洛尤（西班牙語：Aída Nabila Román Arroyo；1988年5月21日—）生于墨西哥城，是一名墨西哥女子射箭运动员。曾获得2012年伦敦夏季奥林匹克运动会射箭女子个人项目亚军。